# Dragon Ball Xenoverse
Dragon Ball Xenoverse (ドラゴンボール ゼノバース?, Doragon Bōru Zenobāsu), ufficialmente abbreviato come Dragon Ball XV, è un picchiaduro con elementi da videogioco di ruolo della serie Dragon Ball, sviluppato da Dimps e distribuito da Bandai Namco Games. È stato pubblicato il 5 febbraio 2015 in Giappone, il 24 febbraio in Nord America e il 27 nel resto del mondo per PlayStation 3, PlayStation 4, Xbox 360, Xbox One e Microsoft Windows.
La trama del gioco ripercorre gli eventi degli anime Dragon Ball Z e Dragon Ball Super dal punto di vista di un membro della "Time Patrol", con il compito di proteggere il corso della storia da possibili alterazioni.
È il 15º picchiaduro di Dragon Ball a essere pubblicato su console casalinghe e il primo a essere sviluppato per console fisse di ottava generazione e PC. Il 17 maggio è stato annunciato un sequel, chiamato Dragon Ball Xenoverse 2, uscito il 28 ottobre 2016.

## Trama
Trunks è un agente dell'organizzazione di pattugliamento spazio-temporale ed, essendo venuto a conoscenza di gravi alterazioni degli eventi passati, evoca il Drago Shenron con le Sfere del Drago, esprimendo il desiderio di avere un potente guerriero con cui poter combattere. Costui è il personaggio giocante.
Dopo avergli fatto esplorare la base del tempo, Trunks mostra al protagonista una sorta di stanza d'archiviazione — interna a Tokitoki City, a sua volta situata nella casa del Kaiohshin del tempo — dove sono archiviati tutti gli eventi della storia canonica dei media di Dragon Ball. Trunks rileva un'alterazione sul pianeta Terra: Goku e Piccolo, un tempo nemici, si sono alleati per sconfiggere il saiyan Radish, ovvero il fratello di Goku, intenzionato a farlo unire a lui e ai suoi compagni saiyan per conquistare e saccheggiare i pianeti, ma dal momento che Goku si rifiuta di seguirlo Radish usa la forza. Proprio quando Goku sembra trionfare, Radish viene pervaso da un'aura viola sinistra, che ne potenzia le prestazioni. Il protagonista ingaggia un combattimento con lui e lo sconfigge; a questo punto, Goku trattiene il fratello e dà il tempo a Piccolo di trafiggerlo col suo cannone dell'anima speciale. Dopo aver risolto il problema, il protagonista si reca in un'altra era che presenta alterazioni: un anno dopo lo scontro con Radish, i saiyan Nappa e Vegeta sono arrivati sulla Terra perché hanno sentito Piccolo parlare delle sfere del drago tramite lo scouter di Radish. Servendosi di alcuni omini verdi, blu e grigi esplosivi, i Saibaiman, i due mettono in condizione critica i compagni di Goku, uccidendo Yamcha, Tenshinhan, Jiaozi e Piccolo. Quando il protagonista giunge sul posto sconfigge Nappa e, assieme a Goku, ingaggia uno scontro con Vegeta, che si vede costretto a trasformarsi in oozaru; Crilin, però, gli taglia la coda e Vegeta, tornato alle sue sembianze originarie, ingaggia un ultimo feroce scontro coi protagonisti, al termine del quale viene sconfitto ma risparmiato.
Nel frattempo, il protagonista conosce il Kaioshin del tempo e, tornato a lavoro, sconfigge la Squadra Ginew, composta da Guldo, Rekoom, Burter, Jeeth e il Capitano Ginew, trasformando quest'ultimo in rana tramite uno stratagemma, dopo che si era appropriato del corpo di Goku. Terminato il lavoro, il protagonista conosce i responsabili delle alterazioni temporali: Towa (la sorella di Darbula) e la sua creatura Mira, che vuole assorbire la sua energia e con cui si scontra. Il protagonista approda nell'era di Freezer, lo spietato tiranno galattico che voleva utilizzare le Sfere del Drago di Namecc, ormai neutralizzate, per ottenere l'immortalità. Goku sta riacquistando le energie dopo che il Capitano Ginew aveva scambiato i loro corpi, ma non è ancora pronto ad affrontare Freezer, che è giunto all'ultimo stadio del suo processo evolutivo. Dopo essere stato ferito dal protagonista, Freezer si infuria e uccide Vegeta, Piccolo e Crilin; Goku, arrabbiato per la morte dell'amico, si trasforma nel leggendario Super Saiyan e intraprende una furiosa lotta con Freezer, il quale, resosi conto di non poter vincere, tenta di distruggere il pianeta Namecc. Entro i cinque minuti finali prima che Namecc esploda, Goku sconfigge Freezer e scampa all'esplosione.
Il protagonista si reca ora nell'era di Cell: un bio-androide dalle sembianze di un insetto che, tramite il suo pungiglione, ha assorbito gli Androidi N° 17 e N° 18 per raggiungere la sua forma perfetta. Il protagonista aiuta Mr. Satan — che viene posseduto dall'aura viola, prima di essere riportato alla normalità — e Gohan a sconfiggere i Cell Junior. Il protagonista viene però colto di sorpresa da Towa e Mira, ingaggiando un nuovo scontro con quest'ultimo, aiutato anche da Trunks, e riuscendo a metterli in fuga. Il protagonista torna poi ad aiutare Gohan nella battaglia finale contro Cell, che viene disintegrato da una Super Kamehameha. Dopo la sconfitta di Cell, il protagonista torna al Nido del Tempo e scopre che Trunks sta scomparendo a causa di una nuova alterazione nel Futuro di Trunks, che lo vede soccombere per mano degli Androidi. Il protagonista si dirige quindi nell'era degli Androidi, aiutando Trunks a sconfiggerli, ma la situazione è rimasta invariata in quanto Towa ha apportato un altro cambiamento, permettendo a Cell di raggiungere la sua forma perfetta anche nel Futuro. Compare un individuo misterioso che tende la mano al protagonista colpendolo con un'aura viola, permettendogli di raggiungere la posizione di Cell, che, assieme a Trunks, viene sconfitto ancora una volta. A Tokitoki City, il corpo di Trunks torna finalmente alla normalità.
Giunto nell'era di Majin Bu, il protagonista viene fermato ancora una volta da Towa e Mira, ingaggiando l'ennesimo scontro con quest'ultimo e riuscendo finalmente a disintegrarlo. Successivamente aiuta Goku, nella sua forma Super Saiyan 3, a tenere a bada Bu e i suoi piccoli cloni. Tornato a Tokitoki City, il Kaiohshin del tempo riesce a salvare il protagonista dalla sfera d'aura viola, all'interno della sua mano, facendola esplodere in aria e costringendo il Dio Demoniaco Demigra a manifestarsi: Trunks lo assalta con un fendente, ma si rivela un miraggio magico. Il Kaiohshin del tempo rivela che Demigra fu imprigionato 75 milioni di anni prima nella Faglia temporale e che sta cercando di evadere modificando la storia, al fine di crearne una tutta sua. Tornato nell'era di Majin Bu, il protagonista aiuta Goten e Trunks bambino a fronteggiare Piccolo, sotto il controllo mentale di Demigra; successivamente aiuta Gohan, nella sua forma Suprema, contro Super Bu, prima che quest'ultimo venga controllato, trasformandosi anticipatamente in Kid Bu, la sua forma più potente. Nel bel mezzo dello scontro, Kid Bu, improvvisamente, decide di distruggere la Terra con un'enorme sfera di energia, teletrasportandosi poi nel Mondo Kaioshin in cui Goku e Vegeta si trovano. Unendo le forze, i tre riescono a disintegrare Bu con una Super Sfera Genkidama, alimentata dall'energia di tutti gli abitanti della Terra, nel frattempo ripristinata tramite le Sfere del Drago
Andando avanti di era in era fino agli eventi di Dragon Ball Z - La battaglia degli dei, il protagonista trova il Dio della distruzione Bills arrabbiato perché non ha potuto provare un budino, a seguito di un litigio con Majin Bu. Dopo un breve scontro con Bills, a cui partecipano anche Gohan, Videl, Vegeta e Gotenks, Goku diventa Super Saiyan God e, assieme al protagonista, combatte contro Lord Bills in uno scontro che si rivela una sconfitta. Demigra cerca di controllare Lord Bills e quest'ultimo finge di cedere, ma sul momento di distruggere la Terra, scaglia la sua Sfera della Distruzione contro il Dio Demoniaco, che, frustrato, viene messo in fuga. Lord Bills e il suo maestro Whis vengono portati a Tokitoki City per addestrare Trunks e il protagonista, in modo da prepararli per la battaglia finale con Demigra, dovendo però abbandonarli in quanto Lord Bills ha bisogno del suo letargo.
Nel frattempo, Demigra riesce a evadere dalla Faglia temporale e assedia il Nido del Tempo, liberando e controllando Freezer, Cell e Majin Bu che, assieme a Gohan, Gotenks e Vegeta, a loro volta controllati, combattono contro il protagonista e Goku, venendo infine sconfitti. Il protagonista raggiunge Demigra al Nido del Tempo e scopre che quest'ultimo ha controllato Trunks, riuscendo però a riportarlo alla normalità e a mettere in fuga il Dio Demoniaco con l'aiuto di Goku. Demigra, furioso, vuole distruggere il Nido del Tempo e creare una nuova storia tutta sua, ma viene messo in fuga da Goku e raggiunto dal protagonista nella Faglia temporale. Qui, Demigra si trasforma assumendo la sua forma finale: dopo una dura battaglia, il protagonista, grazie all'aiuto dei miraggi di Goku, Gohan, Vegeta, Piccolo e Crilin, riesce a sopraffare il Dio Demoniaco, disintegrandolo con una Kamehameha.
Nell'epilogo, si vede Towa raccogliere una parte del corpo rimasta di Mira — dopo lo scontro con il protagonista nella saga di Majin Bu — e recarsi in un luogo che non specifica, per riprendere la guerra contro i pattugliatori di Tokitoki City.
Se il giocatore raccoglie i Frammenti della Cronologia, cristalli provenienti dalla Faglia temporale, può accedere alla saga segreta di Bardack e Broly. Trunks nota una nuova distorsione temporale risalente a prima degli eventi di Dragon Ball, quando Bardack, padre di Goku, guidò una fallimentare ribellione dei saiyan contro Freezer. Il protagonista viene quindi inviato nell’era 737 per aiutare Bardak a combattere l'esercito di Freezer sotto il controllo di Demigra. Dopo un lungo scontro, Freezer, a sua volta controllato, entra in campo e, tramite la sua Supernova, distrugge il pianeta Vegeta, ma Bardack, contrariamente agli eventi canonici, riesce a scappare alla distruzione attraverso un varco dimensionale. Il protagonista torna al Nido del Tempo e viene catapultato nell’era 774, dove deve aiutare Goten, Trunks bambino e Videl a combattere contro Broly. Poco dopo, anche Gohan entra in campo e, grazie all'aiuto del protagonista, sconfigge Broly, che svanisce improvvisamente attraverso il varco dimensionale. Trunks suggerisce ora di scoprire che fine abbia fatto Bardack: arrivato nell'era 762, durante lo scontro tra Goku e Freezer che pone Namecc sul punto della distruzione, il protagonista trova Bardack e Broly fronteggiarsi. Bardack ed il protagonista uniscono nuovamente le forze per impedire a Broly di attaccare Goku e cambiare il corso degli eventi. Una volta riusciti nel loro intento, tutti e tre i personaggi vengono risucchiati dal varco dimensionale e trasportati sulla Terra, come desiderato da Goku. Broly scaglia via Bardak e ingaggia un combattimento con il protagonista; nel frattempo, Vegeta fa la sua comparsa e aiuta Bardack a trasformarsi in oozaru scagliando una sfera a onde bluz. Con l'aiuto di Vegeta e Bardack, il protagonista sconfigge finalmente Broly. Infine, Trunks dice al protagonista di lasciare che Bardak e Broly ritornino nelle loro rispettive linee temporali, lasciando che Vegeta si riprenda, poiché Trunks nascerà proprio in quel periodo.

## Modalità di gioco
Il videogioco è ambientato in un mondo tridimensionale liberamente esplorabile, con il giocatore che può controllare i movimenti del personaggio sulla terraferma, in aria e in acqua. La mappa comprende l'intero pianeta Terra così come appare nel mondo di Dragon Ball, inclusi nuovi luoghi come la città di Toki Toki City, da cui proviene il misterioso nuovo personaggio del gioco. Xenoverse presenta dei box di dialogo durante i combattimenti e i guerrieri mostrano le loro espressioni facciali nel colpire o ricevere danni da un avversario.
Come Dragon Ball Online e Dragon Ball Z: Ultimate Tenkaichi prima di lui, il gioco offre la possibilità al giocatore di creare il proprio avatar. La personalizzazione dei personaggi permette inoltre di scegliere la razza, il genere, il taglio di capelli, la taglia, l'abbigliamento e la voce del protagonista. Le razze tra cui poter scegliere sono terrestri, Saiyan, namecciani, Clan di Freezer e Majin, ognuna delle quali presenta punti di forza e debolezze specifiche.
I giocatori possono recarsi a Tokitoki City, incontrare altri giocatori e accettare con loro missioni che prevedono viaggi nel tempo (Missioni Pattugliatore temporale). Sono presenti 12 missioni principali che vengono proposte da alcuni personaggi della serie come test per diventare propri allievi (Missioni dei maestri) e 55 missioni secondarie che si basano sugli avvenimenti della serie (Missioni parallele). Si può inoltre diventare apprendisti dei personaggi storici di Dragon Ball, apprendere oltre 200 mosse speciali ed equipaggiare 450 oggetti.
Ogni missione viene valutata con un punteggio basato su una lettera (D è insufficiente, C è sufficiente, B è buono, A è ottimo, S è eccellente, Z è perfetto), che viene assegnata in base al rispetto di determinati criteri. Per voti dalla D alla S, i criteri sono tipici per ogni battaglia (l'uso di trasformazioni, il tempo impiegato, l'uso di mosse speciali finali). Per ottenere la massima valutazione, Z, e oggetti o potenziamenti bonus, è necessario rispettare criteri specifici variabili per ogni missione, come ad esempio sconfiggere gli avversari in un certo ordine o usare una super mossa. Questo, in genere, sblocca un evento speciale nella battaglia. Ad esempio, in una missione secondaria si è alleati di Freezer e bisogna sconfiggere i guerrieri Z in un certo ordine; sconfiggendo Crilin prima di Goku, questi diventerà Super Saiyan e darà la possibilità di ottenere tale potenziamento.

## Sviluppo
Dragon Ball Xenoverse è il 15º picchiaduro di Dragon Ball a essere pubblicato su console casalinghe e il primo videogioco di combattimento sviluppato da Dimps ad avere battaglie interamente in 3D simili a quelle di Budokai Tenkaichi e Raging Blast della Spike. Il gioco era noto con il nome provvisorio di Dragon Ball New Project, prima che il titolo ufficiale fosse rivelato il 10 giugno 2014 all'Electronic Entertainment Expo 2014.

## Personaggi originali giocabili
- Trunks (Futuro) / Trunks
- Trunks (bambino)
- Goku
- Goku (Super Saiyan God)
- Gohan (bambino)
- Gohan (ragazzo)
- Gohan / Great Saiyaman 1
- Goten
- Piccolo
- Crilin
- Yamcha
- Tenshinhan
- Radish
- Saibaiman / Kaiwareman / Kyukonman / Kopiiman / Tennenman / Jinkouman
- Vegeta
- Nappa
- Appule / Nabana / Roberry / Ramon / Orlen
- Capitano Ginew
- Rekoom
- Raspberry / Navel / Monrei / Guprei
- Jeeth
- Burter
- Guldo
- Freezer (1° trasformazione)
- Freezer (Corpo perfetto)
- Freezer (Massima potenza)
- Cell (Perfetto)
- Cell (Massima potenza)
- Cell Jr.
- Androide N° 17
- Androide N° 18
- Gotenks
- Majin Bu / Majin Bu (piccolo)
- Super Bu
- Kid Bu
- Mr. Satan
- Videl / Great Saiyaman 2
- Vegeth
- Dio della distruzione Bills
- Whis
- Bardak
- Broly
- Mira (DLC)
- Towa (DLC)
- Goku (GT) (DLC)
- Trunks (GT) (DLC)
- Pan (DLC)
- Goku (Super Saiyan 4)
- Vegeta (Super Saiyan 4) (DLC)[9]
- Gogeta (Super Saiyan 4)
- Super N° 17
- Suu Shenron (DLC)
- San Shenron (DLC)
- Super Ishinlon
- SSGSS Goku (DLC)
- SSGSS Vegeta (DLC)
- Freezer dorato (DLC)
- Jaco (DLC)

### Maestri
- Crilin
- Piccolo
- Vegeta
- Capitano Ginew
- Freezer (1° trasformazione)
- Mr. Satan
- Cell (Perfetto)
- Androide N° 18
- Gohan e Videl
- Gotenks
- Goku
- Dio della distruzione Bills
- Tenshinhan (DLC)
- Yamcha (DLC)
- Pan (DLC)
- Ex Kaiohshin (DLC)
- Jaco (DLC)

## Livelli
- Torneo Mondiale
- Stanza Spirito e Tempo
- Area desertica
- Area d'atterraggio capsula
- Montagne
- Montagne (notte)
- Namecc
- Pianeta Namecc distrutto
- Campo aperto
- Gioco di Cell
- Gioco di Cell distrutto
- Cielo
- West City (sobborghi)
- West City (area industriale)
- Capsule Corporation
- Santuario di Dio
- Mondo Kaiohshin
- Lago sotterraneo
- Spazio (Terra)
- Spazio (pianeta Vegeta)
- Ghiacciaio
- Pianeta degli Tsufuru (DLC)

## Colonna sonora
1. Menu – 1:33
2. Character Select Screen – 3:08
3. Toki Toki City – 1:53
4. Toki Toki City (Leaderboard) – 2:24
5. Toki Toki City (Mixture Shop) – 1:59
6. Toki Toki City (Accessory Shop) – 2:09
7. Toki Toki City (Clothing Shop) – 3:48
8. Toki Toki City (Skill Shop) – 2:14
9. Toki Toki City (Time Nest) – 2:03
10. Time Storage Vault – 2:28
11. Stage Select Screen – 2:11
12. World Tournament Stage – 2:12
13. Pod Landing – 2:18
14. Planet Namek – 2:36
15. Cell Games Arena – 2:22
16. West City (Suburbs) – 2:22
17. Kami's Lookout – 2:03
18. Space (Earth) – 2:04
19. Planet Tuffle – 2:39
20. Hyperbolic Time Chamber – 2:26
21. Mountains – 2:22
22. Destroyed Planet Namek – 2:22
23. West City (Industrial Sector) – 2:19
24. Supreme Kai's World – 2:34
25. Space (Planet Vegeta) – 3:42
26. Wasteland – 2:35
27. Mountains (Night) – 2:25
28. Open Field – 2:08
29. Sky – 2:30
30. Capsule Corporation – 2:32
31. Underground Lake – 2:13
32. Glacier – 2:52

## Doppiaggio
| Personaggio             | Doppiatore giapponese       | Doppiatore americano            |
| ----------------------- | --------------------------- | ------------------------------- |
| Goku                    | Masako Nozawa               | Sean Schemmel                   |
| Gohan (bambino)         | Masako Nozawa               | Colleen Clinkenbeard            |
| Gohan (ragazzo)         | Masako Nozawa               | Colleen Clinkenbeard            |
| Gohan (adulto)          | Masako Nozawa               | Kyle Hebert                     |
| Goten                   | Masako Nozawa               | Kara Edwards                    |
| Bardak                  | Masako Nozawa               | Sonny Strait                    |
| Piccolo                 | Toshio Furukawa             | Christopher Sabat               |
| Crilin                  | Mayumi Tanaka               | Sonny Strait                    |
| Vegeta                  | Ryo Horikawa                | Christopher Sabat               |
| Trunks                  | Takeshi Kusao               | Eric Vale                       |
| Trunks (bambino)        | Takeshi Kusao               | Laura Bailey                    |
| Yamcha                  | Toru Furuya                 | Christopher Sabat               |
| Tenshinhan              | Hikaru Midorikawa           | John Burgmeier                  |
| Mr. Satan               | Unsho Ishizuka              | Chris Rager                     |
| Videl                   | Yuko Minaguchi              | Kara Edwards                    |
| Kaiohshin del tempo     | Kanae Itō                   | Felicia Angelle                 |
| Tokitoki                | Tetsuo Gotō                 | Sean Schemmel                   |
| Shenron                 | Ryūzaburō Ōtomo             | Christopher Sabat               |
| Radish                  | Shigeru Chiba               | Justin Cook                     |
| Saibaiman               | Yusuke Numata               | John Burgemeier                 |
| Nappa                   | Tetsu Inada                 | Phil Parsons                    |
| Raspberry               | Yusuke Numata               | John Burgemeier                 |
| Navel                   | Keiji Hirai                 | Major Attaway                   |
| Appule                  | Takahiro Yoshimizu          | Brandon Potter                  |
| Orlen                   | Yusuke Numata               | Chris Cason                     |
| Guldo                   | Yasuhiro Takado             | Greg Ayres                      |
| Rekoom                  | Seiji Sasaki                | Christopher Sabat               |
| Burter                  | Masaya Onosaka              | Christopher Sabat               |
| Jeeth                   | Daisuke Kishio              | Christopher Sabat               |
| Ginew                   | Katuyuki Konishi            | R. Bruce Elliot                 |
| Freezer                 | Ryusei Nakao                | Chris Ayres                     |
| Androide Nº 17          | Shigeru Nakahara            | Chuck Huber                     |
| Super Nº 17             | Shigeru Nakahara            | Chuck Huber                     |
| Androide Nº 18          | Miki Itou                   | Meredith McCoy                  |
| Cell                    | Norio Wakamoto              | Dameon Clarke                   |
| Cell Jr.                | Takahiro Fujimoto           | Justin Cook                     |
| Majin Bu                | Kozo Shioya                 | Josh Martin                     |
| Super Bu                | Kozo Shioya                 | Justin Cook                     |
| Kid Bu                  | Kozo Shioya                 | Josh Martin                     |
| Bills                   | Kōichi Yamadera             | Jason Douglas                   |
| Whis                    | Masakazu Morita             | Ian Sinclair                    |
| Towa                    | Masako Katsuki              | Stephanie Young                 |
| Mira                    | Hiroki Takahashi            | Michael Tatum                   |
| Demigra                 | Kosuke Toriumi              | Josh Grelle                     |
| Broly                   | Bin Shimada                 | Vic Mignogna                    |
| Super Ishinlon          | Hidekatsu Shibata           | Christopher Sabat               |
| Robot venditore         | Shinobu Satouchi            | Sonny Strait                    |
| Presentatore alla radio | Shinobu Satouchi            | Daniel Panz                     |
| Gotenks                 | Masako Nozawa Takeshi Kusao | Laura Bailey Kara Edwards       |
| Vegeth                  | Masako Nozawa Ryo Horikawa  | Sean Schemmel Christopher Sabat |
| Gogeta                  | Masako Nozawa Ryo Horikawa  | Sean Schemmel Christopher Sabat |
| Pattugliatori temporali | Motoki Takagi               | Apphia Yu                       |
| Pattugliatori temporali | Natsuki Hanae               | Bentley Green                   |
| Pattugliatori temporali | Tomoaki Maeno               | Bryan Massey                    |
| Pattugliatori temporali | Ryōko Shiraishi             | Bryn Apprill                    |
| Pattugliatori temporali | Yumi Uchiyama               | Caitlin Glass                   |
| Pattugliatori temporali | Hiroshi Hiwasaki            | Clifford Chapin                 |
| Pattugliatori temporali | Ryohei Kimura               | Curtis Arnott                   |
| Pattugliatori temporali | Yuka Komatsu                | Elizabeth Maxwell               |
| Pattugliatori temporali | Houko Kuwashima             | Jad Saxton                      |
| Pattugliatori temporali | Jiro Saito                  | Joel McDonald                   |
| Pattugliatori temporali | Mutsumi Tamura              | Kenneisha Thompson              |
| Pattugliatori temporali | Masumi Asano                | Lara Woodhull                   |
| Pattugliatori temporali | Sayuri Yahagi               | Luci Christian                  |
| Pattugliatori temporali | Nobuyuki Hiyama             | Markus Lloyd                    |
| Pattugliatori temporali | Junji Majima                | Micah Solusod                   |
| Pattugliatori temporali | Isshin Chiba                | Patrick Seitz                   |
| Pattugliatori temporali | Akemi Kanda                 | Rachel Robinson                 |
| Pattugliatori temporali | Hiromi Hirata               | Ryan Reynolds                   |
| Pattugliatori temporali | Megumi Han                  | Tasia Munoz                     |
| Pattugliatori temporali | Ai Nonaka                   | Tia Ballard                     |

## Pubblicazione
Dragon Ball Xenoverse è stato pubblicato il 5 febbraio 2015 in Giappone e la sua distribuzione internazionale venne annunciata per il 13 febbraio, per poi essere rinviata al 24 febbraio in Nord America e al 27 nel resto del mondo.

## Contenuti aggiuntivi
Sono state rese disponibili diverse espansioni di contenuti scaricabili:
| Nome                                            | Data di uscita | Descrizione | Stagione                            |
| ----------------------------------------------- | -------------- | --- | ----------------------------------- |
| Pacchetto GT 1 Dragon Ball Xenoverse            | 17 marzo 2015  | Contiene 3 personaggi giocabili (Goku (GT), Pan, Trunks (GT)), episodi e missioni, insegnanti e missioni insegnanti, 1 livello, abilità, costumi e accessori, e Z-Soul. | Dragon Ball Xenoverse - Season Pass |
| Pacchetto GT 2 Dragon Ball Xenoverse            | 14 aprile 2015 | Contiene 4 personaggi giocabili (San Shenron, Suu Shenron, Towa e Mira), episodi e missioni parallele, un insegnante (Pan), abilità, costumi e accessori e Z Soul. | Dragon Ball Xenoverse - Season Pass |
| Pacchetto costumi film di Dragon Ball Xenoverse | 5 maggio 2015  | Contiene i contenuti esclusivi dal nuovo film di Dragon Ball Z, La resurrezione di 'F' (Il costume di SSGSS Goku, il costume di SSGSS Vegeta e la parrucca di SSGSS Goku). | Dragon Ball Xenoverse - Season Pass |
| Dragon Ball Z: Pacchetto Resurrection of 'F'    | 9 giugno 2015  | Contiene 3 nuovi personaggi (Freezer dorato, SSGSS Vegeta e SSGSS Goku) dal film Dragon Ball Z: La resurrezione di 'F'. Contiene anche Jaco, il primo personaggio creato da Akira Toriyama. Include, inoltre, 5 missioni parallele, 2 insegnanti, 8 missioni degli insegnanti, 14 mosse, 1 accessorio, 7 Z-Soul e il costume dell'Eremita della Tartaruga. | Dragon Ball Xenoverse - Season Pass |

## Accoglienza e vendite
Il videogioco ha ricevuto critiche miste tendenti al positivo. Sui siti GameRankings e Metacritic, che assegnano un punteggio normalizzato su una scala da zero a cento, la versione per PlayStation 4 ha ottenuto un punteggio di 8,0/10 da spaziogames, 70,26% e 69/100, mentre la versione per Xbox One detiene un punteggio di 66,87% e 67/100.
Al 17 marzo 2015 il gioco aveva venduto un milione e mezzo di copie in tutto il mondo ed è stato il secondo (dietro Dying Light) più venduto sul PlayStation Store nel febbraio 2015. Nell'aprile 2015 è stato annunciato che sono state vendute più di due milioni e mezzo di copie. Nell'estate del 2018, Bandai Namco ha annunciato che la serie Xenoverse ha venduto più di 10 milioni di copie.